# Trionyxana gracilipes
Trionyxana gracilipes is een hooiwagen uit de familie Trionyxellidae.